# Macroglossum heliophila
Macroglossum heliophila là một loài bướm đêm thuộc họ Sphingidae, chi Macroglossum.

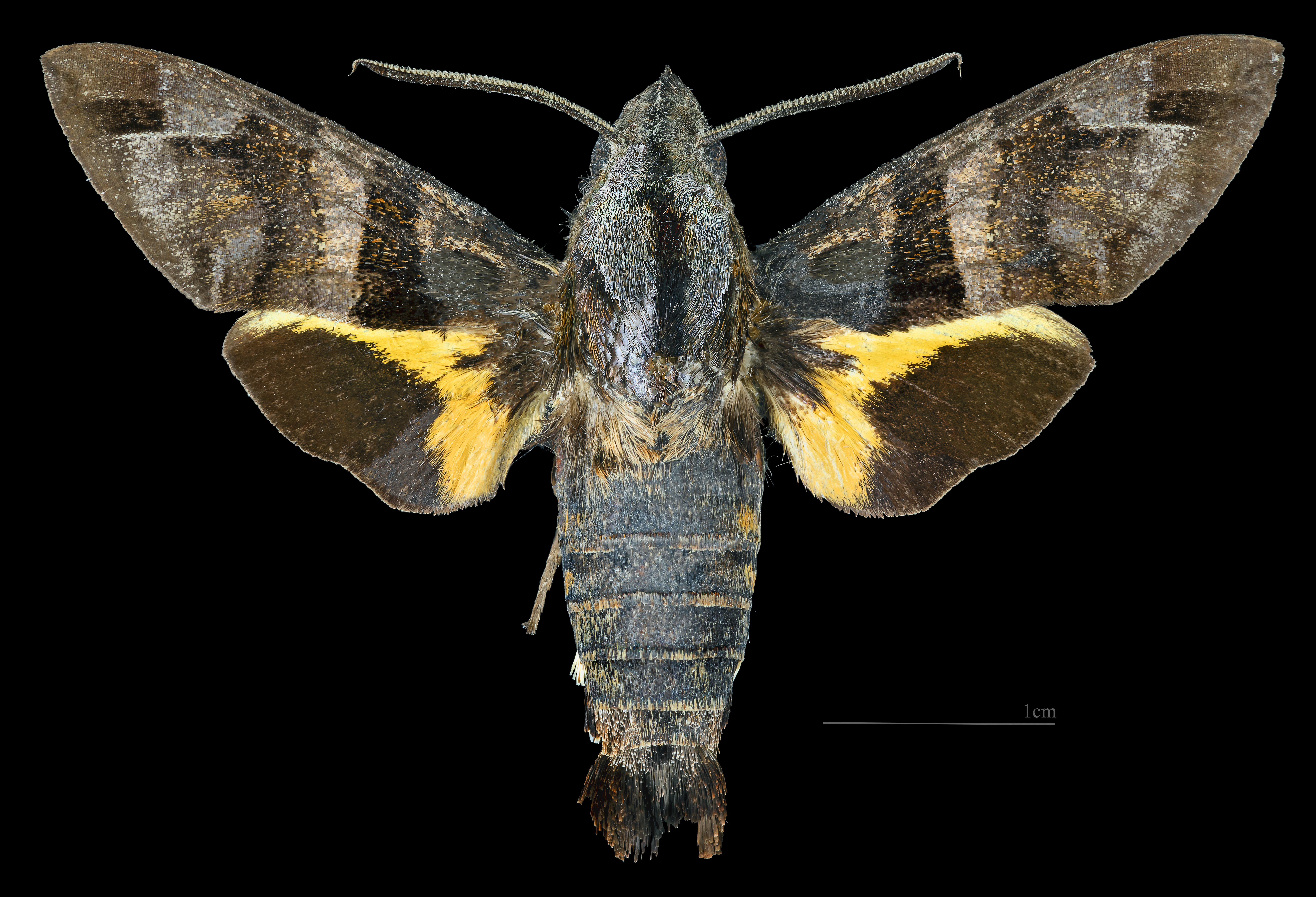
Macroglossum heliophila ♂
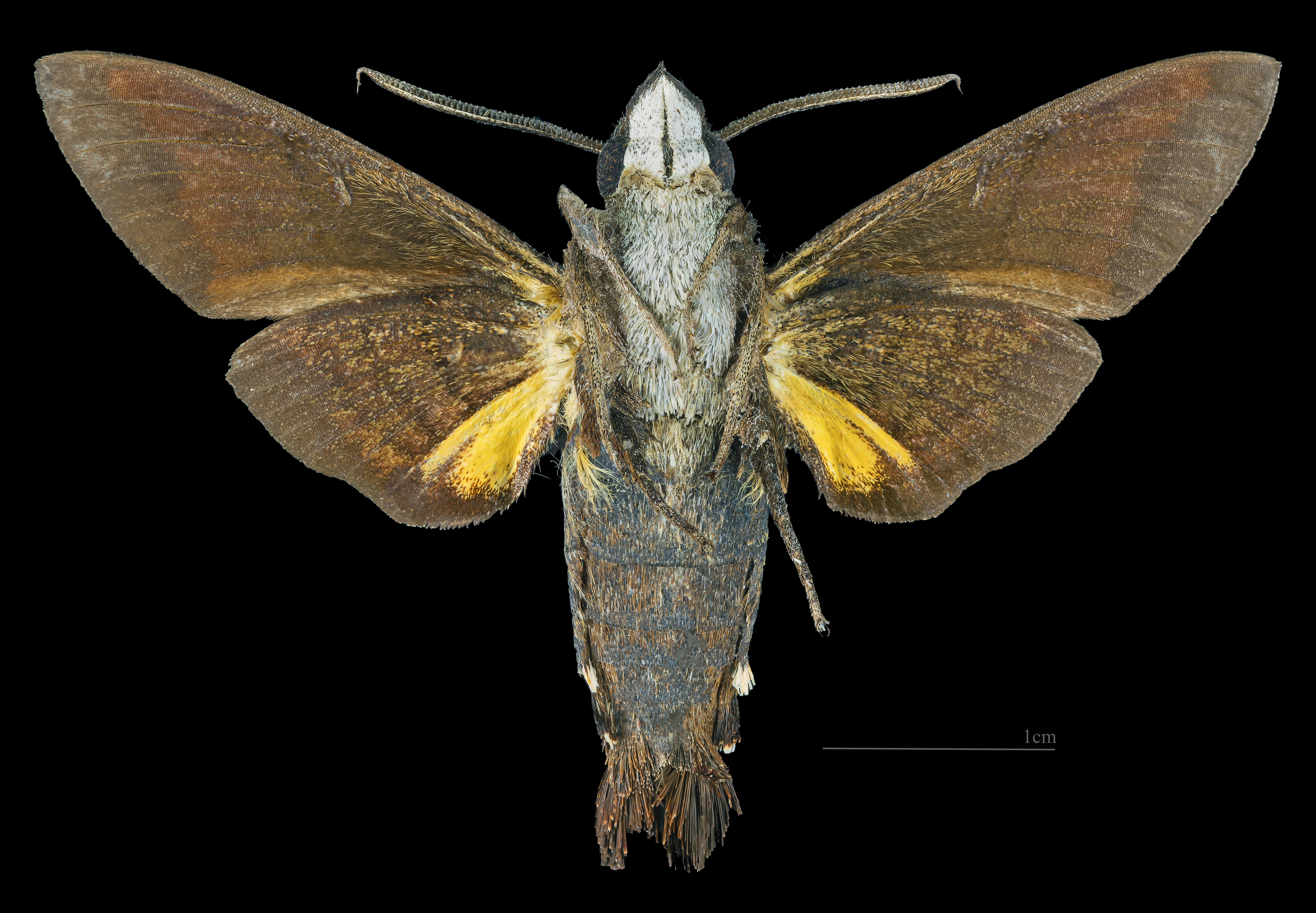
Macroglossum heliophila ♂ △

## Phụ loài
- Macroglossum heliophila heliophila
- Macroglossum heliophila divergens Walker, 1856
- Macroglossum heliophila queenslandi Clark, 1927